# Лісовський Олексій Миколайович
Лісо́вський Олексі́й Микола́йович (нар.24 лютого 1861, с. Мачухи, Полтавський повіт, Полтавська губернія, Російська імперія — пом.1934, Краснодар, РРФСР) — український літературознавець, фольклорист.

## Біографія
Народився у селі Мачухи Полтавського повіту Полтавської губернії поблизу Полтави (нині Полтавського району Полтавської області).
1886 року закінчив Новоросійський Імператорський університет (в Одесі).
Якийсь час жив і працював у Полтаві.
1897(1898-?) року разом з Д. В. Ахшарумовим організував у Полтаві Товариство любителів симфонічної музики.
Працював у Катеринославі помічником і управителем канцелярії начальника Катерининської залізниці. 1903 року у Катеринославі у титулярного радника Олексія Миколайовича Лісовського (православного) та його дружини Констанції-Аполонії Костянтинівни (лютеранського віросповідання) народився син Сергій. Хрещеними батьками хлопчика стали доктор медицини Євген Святловський та Олександра Святловська.
За участь у революційних подіях 1905—1907 років Олексій Лісовський зазнавав переслідувань з боку царської влади. Відтак змушений переїхати з Катеринослава до Катеринодару. Проте час від часу приїздив до Катеринослава з лекціями про музику і світових композиторів. Пропагував серйозну музику в циклі лекцій по багатьох містах.
Помер у Катеринодарі.
На цій сторінці хибно подано при статті про Олексія Лісовського фото іншої людини - Олександра Лісовського.

## Праці
- Опытъ изученія малорусскихъ думъ.— Полтава: Изданіе Полтавскаго Губернскаго Статистическаго Комитета, 1890.— 52 с. (Спочатку вийшла у №№  58 - 74 «Полтавскіх губернскіх вѣдомостей» за 1890 рік)
- Головні мотиви в поезії Т. Г. Шевченка (1896)
- По Екатерининской железной дороге. Выпуск 1-й (Катеринослав, 1903. Видання Катерининської залізниці). Зазначений як редактор цього видання.
- Дослідження про кобзарів